# Coat of Many Colors (singolo)
Coat of Many Colors è un brano musicale scritto ed interpretato dalla cantante di musica country statunitense Dolly Parton. Il brano è stato pubblicato come singolo il 27 settembre 1971, come secondo estratto dall'album omonimo.

## Tracce
- 7"

1. Coat of Many Colors
2. She Never Met a Man (She Didn't Like)

## Cover
- Nel 1975 il brano è inciso come cover dalla cantante statunitense Emmylou Harris nel suo secondo album in studio Pieces of the Sky.
- Nel 2003 le artiste Shania Twain e Alison Krauss pubblicano la loro cover nella compilation Just Because I'm a Woman: Songs of Dolly Parton.
- Nel 2008 la canzone è inclusa nell'album postumo Somewhere di Eva Cassidy.
- Nel 2014 è inclusa nell'album collaborativo Great Women of Country di Melinda Schneider e Beccy Cole.